# Бёльшеэйа
Бёльшеэйа (норв. Bölscheøya, буквально «Остров Бёльше») — маленький остров-поселение архипелага Тысяча Островов к юго-западу от острова Эдж полярного архипелага Шпицберген. Остров был назван путешественником Августом Петерманом в 1868 году в честь немецкого журналиста Карла Бёльше — отца знаменитого немецкого писателя Вильгельма Бёльше.
На острове были обнаружены остатки раннего поселения XVII века китобоев (предположительно датских).